# Agoseris
Agoseris é um género botânico pertencente à família Asteraceae.
As plantas do gênero são nativas da região ocidental da América do Norte.

## Sinonímia
- Macrorhynchus  Less.
- Stylopappus Nutt.

## Espécies
- Agoseris agrestis Osterh.
- Agoseris apargioides (Less.) Greene
- Agoseris attenuata Rydb.
- Agoseris cuspidata Steud.
- Agoseris elata Kuntze
- Agoseris glauca  (Pursh) Raf.
- Agoseris grandiflora  (Nutt.) Greene
- Agoseris heterophylla  (Nutt.) Jeps.
- Agoseris lackschewitzii Douglass M.Hend. & E.Moseley
- Agoseris naskapensis J.Rousseau & Raymond
- Agoseris parviflora D.Dietr.
- Agoseris pterocarpa Macloskie
- Agoseris subalpina G.N.Jones